# 六斑毛猿金花蟲
六斑毛猿金花蟲（学名：Aoria quinquemaculta）为金花蟲科毛猿金花蟲屬下的一个种。